# Silene ferganica
Silene ferganica là loài thực vật có hoa thuộc họ Cẩm chướng. Loài này được Preobr. miêu tả khoa học đầu tiên.